# Куклинская, Эва
Эва Эльжбета Куклинская (пол. Ewa Elżbieta Kuklińska; родилась 26 декабря 1951 года в Гданьске) — польская актриса, танцовщица и эстрадная певица.

## Биография
Училась в Национальной балетной школе в Варшаве, а также в Международной академии танца (Париж) и Schola Cantorum (Кнурув).
Как танцовщица Эва работала в Большом театре Варшавы, театре «Сирена» и в балетных группах «Naya-Naya» и «Sabat». На международном канале Общественного телевидения Польши «TVP Polonia» ведёт программу «Schody, pióra, brylanty».
Как певица дебютировала 19 ноября 1977 года, в телевизионной программе «Bardzo przyjemny wieczór» («Весьма приятный вечер»). Записала несколько альбомов, гастролировала в Европе, Северной Америке и Австралии.
Как хореограф разработала и подготовила несколько работ для театра, кино, телевидения и эстрады.
Три раза была замужем, детей нет.

## Дискография
- 1980 — Boutique disco
- 1990 — My style
- 1993 — To ja (Это я)
- 1996 — Chcę szaleć (Я схожу с ума)

## Избранная фильмография
- 1978 — Hallo Szpicbródka czyli ostatni występ króla kasiarzy
- 1983 — Lata dwudzieste… lata trzydzieste…
- 1986 — Золотой поезд